# آتالوس (سردار)
آتالوس (به یونانی: Άτταλος؛ حدوداً ۳۹۰ – ۳۳۶ پیش از میلاد) یکی از درباریان شاه فیلیپ دوم مقدونی بود.
در سال ۳۳۹ پیش از میلاد، برادرزادهٔ آتالوس که کلئوپاترا ائورودیکه نام داشت به ازدواج شاه فیلیپ درآمد. در بهار سال ۳۳۶ پیش از میلاد به فرمان شاه فیلیپ، آتالوس و پارمنیون فرماندهی نیروهای پیشتاز را در جریان تاخت و تاز به شاهنشاهی ایران در آسیای صغیر بر عهده گرفتند. پس از آنکه فیلیپ به قتل رسید و پسرش، اسکندر کبیر، بر تخت سلطنت نشست، کلئوپاترا ائورودیکه، دو فرزندش، و آتالوس همگی به قتل رسیدند (ممکن است کلئوپاترا ائورودیکه پس از آنکه دو فرزندش را کشتند، دست به خودکشی زده باشد).
بنا بر حکایتی از ارسطو که کلیتارخوس و دیودور سیسیلی به آن شاخ و برگ داده‌اند، آتالوس به تلافی آنکه پاوسانیاس عزت و اعتبار دوستش—که از قضا او نیز پاوسانیاس نام داشت—را لکه‌دار کرده بود به او تعرض جنسی نمود. این قضیه در نهایت منجر به قتل فیلیپ شد زیرا پاوسانیاس از اینکه شاه فیلیپ، آتالوس را مورد غضب قرار نداده، بسیار خشمگین و دل‌آزرده بود.
هنگامی که اسکندر کبیر پس از مرگ پدر بر سریر سلطنت تکیه زد، آتالوس به همراه پارمنیون به عنوان فرماندهان لشکر پیشتاز برای فتح آسیا در آسیای صغیر خیمه زده بودند. پس از مرگ فیلیپ، از منابع عمدتاً متخاصم نقل است که دموستن نامه‌ای برای آتالوس نگاشته و فرستاده و در آن قول حمایت آتن را در صورت برقرای اتحاد میان آن دو علیه اسکندر بدو داده‌است.
آتالوس نامه‌های دموستن را به اسکندر تحویل داده تا وفاداری‌اش به شاه جوان را اثبات کند. با وجود این، اسکندر با یه یاد آوردن توهین پیشین آتالوس به او در مراسم ازدواج فیلیپ و کلئوپاترا ائورودیکه، فرمان قتل آتالوس را صادر کرد. حتی به فرض اگر خصومت و رنجش پیش‌آمده در آن شب را نیز نادیده بینگاریم، به گمان اسکندر، آتالوس بیش از اندازه جاه‌طلب بود و پس از کشته‌شدن کلئوپاترا ائورودیکه و فرزندانش انگیزه‌های کافی برای گرفتن انتقام را داشت، پس زنده بودنش به مصلحت نبود.